# كيسي ماكاتير
كيسي ماكاتير (بالإنجليزية: Kasey McAteer)‏ هو لاعب كرة قدم بريطاني، ولد في 22 نوفمبر 2001 في نورثامبتون في المملكة المتحدة.